# Windell Gabriel
Windell Gabriel Valle (1º febbraio 1985) è un ex calciatore costaricano, di ruolo attaccante.